# Герульське королівство
Герульське королівство (460/470 — 508/510 роки) — держава германського племені герулів, що нетривалий час існувала на території сучасних Чехії, Словаччини та Австрії. Була знищена лангобардами. Можливо, столицею стало давнє кельтське городище Ебуродунон або інша місцина поблизу сучасного міста Брно.

## Історія
З III ст. герули спільно з іншими германськими племенами брали участь у походах в межі Римської імперії. Також у 260-х роках герули разом з готами нападали з моря на Балканський півострів. Приблизно в IV ст. поділились на східних та західних герулів. Східні герули згодом стали частиною Гунського утворення, західні — діяли разом з франками і саксами. З першими 407 року перейшли Рейн, але згодом розчинилися серед вестготів. Інша група разом з саксами у VI ст. перебралася до Британії, де брала участь в формуванні сакських королівств.
Східні герули після розпаду Гуннської держави, що відбулося слідом за смертю Аттіли 451 року та поразкою його сина Елака у битві при Недао 454 року зайняла області в сучасній Моравії, де почався процес утворення самостійної держави. Втім відповідно до свідчень візантійських істориків герули не дуже шанували королівську владу, а своїх правителів обирали переважно на час походу. Внаслідок цього процес державотворення герулів був кволим. Воно більш було схоже на федерацію. Водночас на відміну від інших германців продовжують підтримувати політичні та культурні стосунки зі південною Скандинавією.
Герули стають союзниками Одоакра, якому у 486—487 роках допомагають знищити державу ругів. На дяку отримують частину володінь ругів з містом Віндобона. Згодом частина герулів брала участь у війні Одоакра проти короля остготів Теодориха. Водночас імовірно інші герули були союзниками останнього, очільник яких Родульф у 492 році зрештою зміг зміцнити владу правителя, придушивши племінних очільників. Саме з його ім'ям пов'язують утворення Герульського королівства. Саме він вмовив Теодориха пропустити герулів, що воювали на боці Одоакра до свого королівства. У 506 або 507 році підтверджено союз з остготами.
У 507 році лангобарди, що деякий час визнавали зверхність короля герулів, повстали (можливо за підтримки Візантії) й виступили проти останнього. В результаті війни королівство герулів зазнало поразки й до 510 року припинило існування. Решта герулів перебралася до Візантійської імперії, де оселилося в провінції Іллірик. Тут вони зберігали деякий час автономію, навіть обирали своїх королів. Герули брали участь у війнах проти вандалів в Африці, придушенні повстання Ніка, війнах з гепідами і остготами.

## Територія
Королівство охоплювало землі на північ від Дунаю, від східної околиці Віденського Лісу до Малих Карпат. Також займало територію сучасної Моравії. Підлеглими герулов народами були свеви, алани, лангобарди, залишки гунів та інші племена дунайського лівобережжя. Кордон на заході проходив біля фортеці, що розташовувалася на місці сучасного замку Пьохларн (Нижня Австрія). На півдні кордоном з Остготським королівством слугувало озеро Балатон.
Столицею було якесь городище на південь від сучасного міста Брно. Висловлюється думка, що поблизу Блучинського поховання, де знайдено численні прикраси.

## Релігія
В часи самостійної держави герули належали до аріан, після відступу герулів в межі Візантії поступово перейшли у православ'я.

## Королі

### Перші відомі
- Навлобат, учасник війни з імператором Децієм

### На чолі держави
- Аларіх (468-489)
- Родульф (489—508/510)

### В Іллірику
- Фара (530-ті)
- Суартуас (537—540)
- Ох (до 547)
- Датій (540-ві)
- Аорд (540-ві)
- Фулкар (550-ті)